# Ливарна машина

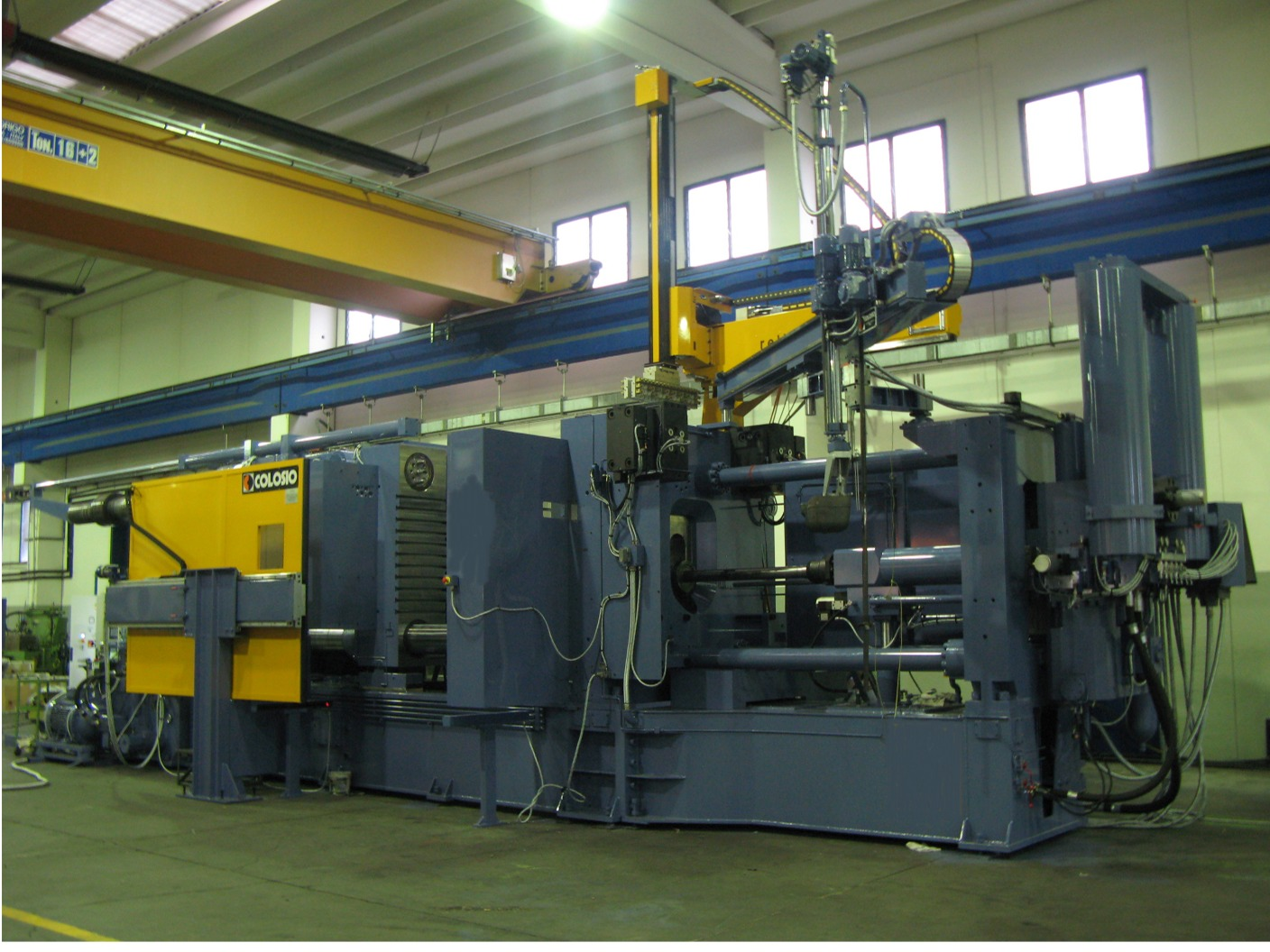
Ливарна машина з холодною камерою пресування

Лива́рна маши́на — технологічна машина, яка виконує механізовано певні процеси, операції чи окремі переходи різних оброблень або способів лиття. Усі ливарні машини за видом матеріалу переробки поділяються на дві групи:
- ливарні машини для лиття металевих матеріалів;
- ливарні машини для переробки пластмас.

Схема ливарної машини з гарячою камерою пресування: 1 — Покривна плита; 2 — Ливник; 3 — Силовий циліндр; 4 — Сідло сопла; 5 — Пресувальний плунжер 6 — Камера стиску; 7 — Тигель; 8 — Розплав; 9 — Сопло; 10 — Область підігріву; 11 — Засмоктувальний отвір; 12 — Пальник

Схема машини з вертикальною холодною камерою пресування: 1 — Нижня плита; 2 — Камера стиснення (впорскування); 3 — Патрубок подавання розплаву; 4 — Силовий циліндр; 5 — Розплав металу; 6 — Ливарна піч

## Ливарні машини для лиття металів (сплавів)
Для лиття металевих матеріалів застосовують машини для лиття під тиском з гарячою і холодною камерою пресування, відцентрові ливарні машини, а також ці ж машини із поєднанням з вакуумуванням порожнини ливарної форми.
Технологічним обладнанням для лиття металів є ливарна машина, плавильна піч та спеціальне оснащення — металева прес-форма.

### Машини з гарячою камерою пресування
Машини з гарячою камерою пресування застосовують для отримання виливок, матеріал яких має температуру плавлення до 500°С.
Камера стискання такої машини занурена завжди у розплав металу, а при підніманні вгору пресувального поршня заповнюється розплавом і при робочому ході (вниз) пресувального поршня розплав з камери стиску витісняється у робочу порожнину ливарної форми під тиском до 20 МПа. Після охолодження виливка форму розкривають і виливок з неї видаляють.
Машини з гарячою камерою пресування використовуються в основному для сплавів на основі цинку або магнію при виготовленні виливків масою від декількох грам до 25 кг.

### Машини з холодною камерою пресування
Машини з холодною камерою пресування застосовують для отримання виливок, матеріал яких має температуру плавлення понад 450°С. У виробництві використовують машини з вертикальною і горизонтальною камерою пресування. Останнім віддають перевагу, так як в них менші втрати тепла, тиску і металу через коротшу ливникову систему.
За допомогою мірного ковша розплав заливають у камеру стискання, звідки пресувальний поршень витісняє його в робочу порожнину форми. Тут розплав остигає і потім при розкритті форми виливок автоматично видаляється з форми. Для підтримки температури форми на певному рівні (попередження перегрівання) у формі передбачено охолодження водою за допомогою спеціальних каналів.
У ливарних машинах з холодною камерою пресування розплавлений сплав (алюмінієвий, магнієвий або мідний) заповнює прес-форму під тиском від 35 до 700 МПа.
На сучасних машинах для лиття під високим тиском автоматизуються операції обдування та змащування форми, дозування та заливання металу у форму, виштовхування виливків з форми та їх транспортування, а також очищення виливка від ливникової системи та підтримування належної температури форми під час кристалізації виливка. Пневматичні дозатори забезпечують високу чистоту металу, мінімальне зниження його температури та високу точність маси. Для зменшення пористості виливків та збільшення їх міцності в процесі заливання форми застосовують вакуумування порожнини форми.

### Відцентрова ливарна машина

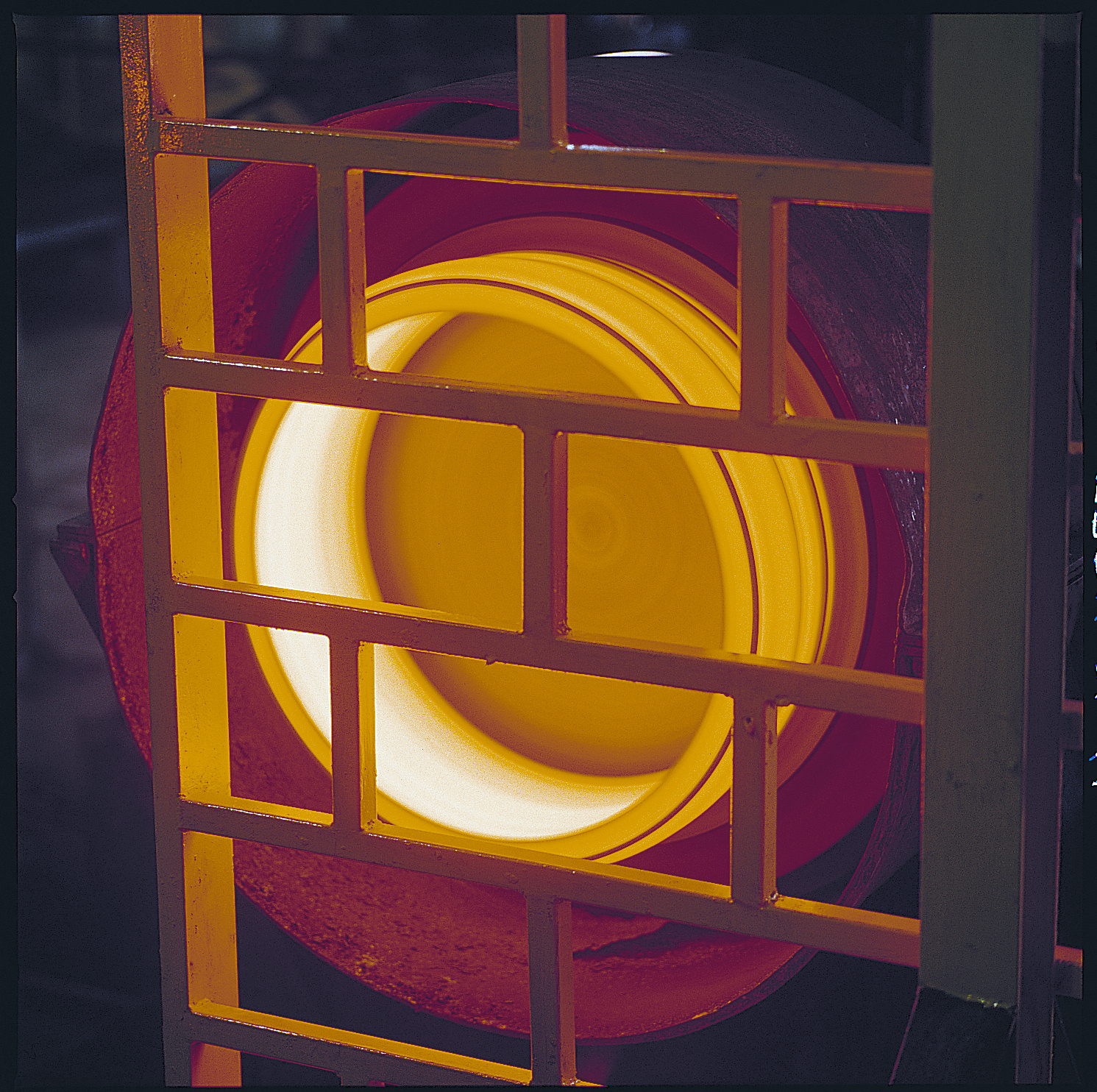
Лиття у відцентровій ливарній машині з горизонтальною віссю обертання

Відцентрова ливарна машина — ливарна машина для формування виливка, яка здійснює обертання ливарної форми для впливу на метал відцентрових сил у процесі його кристалізації.
Відцентрова ливарна машина буває у двох різновидах компонувань — вертикальному та горизонтальному.
Для виготовлення виливка діаметр якого менший за його довжину (труби, гільзи або втулки) використовують машину з горизонтальною або похилою віссю обертання. Вертикальна відцентрова машина використовується для лиття складніших заготовок, що мають внутрішні порожнини. Також машини з вертикальною віссю обертання застосовуються для лиття заготовок деталей, у яких діаметр значно перевищує їх висоту (колеса, шестерні, диски тощо).
У вертикальній відцентровій ливарній машині може бути центральна або зміщена вісь обертання. У першому випадку вісь обертання форми і вісь обертання виливка збігаються. У другому випадку виливниця обертається відносно осі, розташованої на певній відстані від робочої форми.
Горизонтальна відцентрова машина випускається у декількох варіантах: двоопорна, консольна, роликова. У двоопорній горизонтальній машині форма закріпляється з обох боків. У консольній виливниця прикріплюється консольно, тобто з одного боку. У роликовій горизонтальній відцентровій ливарній машині виливниця обертається з опорою на ролики.
Конструкція відцентрової ливарної машини передбачає наявність водяної системи охолодження, системи керування а також, частотного перетворювача, що дозволяє змінювати частоту обертання форми.
За компонувальним рішенням відцентрові машини поділяються на:
- однопозиційні;
- двопозиційні;
- багатопозиційні (карусельні машини).

За іншими класифікаціями розрізняють машини для лиття автоматичні і напівавтомати, призначені для лиття різних сплавів (чавуну, бронзи, міді та інших металів) з потужністю від 7,5 до 250 кВт, габаритними розмірами від 2565х1700х1200 до 10500х10300х6080 мм, масою від 3300 до 60000 кг. Продуктивність таких машин становить від 5 до 165 заливок на годину.

## Ливарні машини для переробки полімерних матеріалів

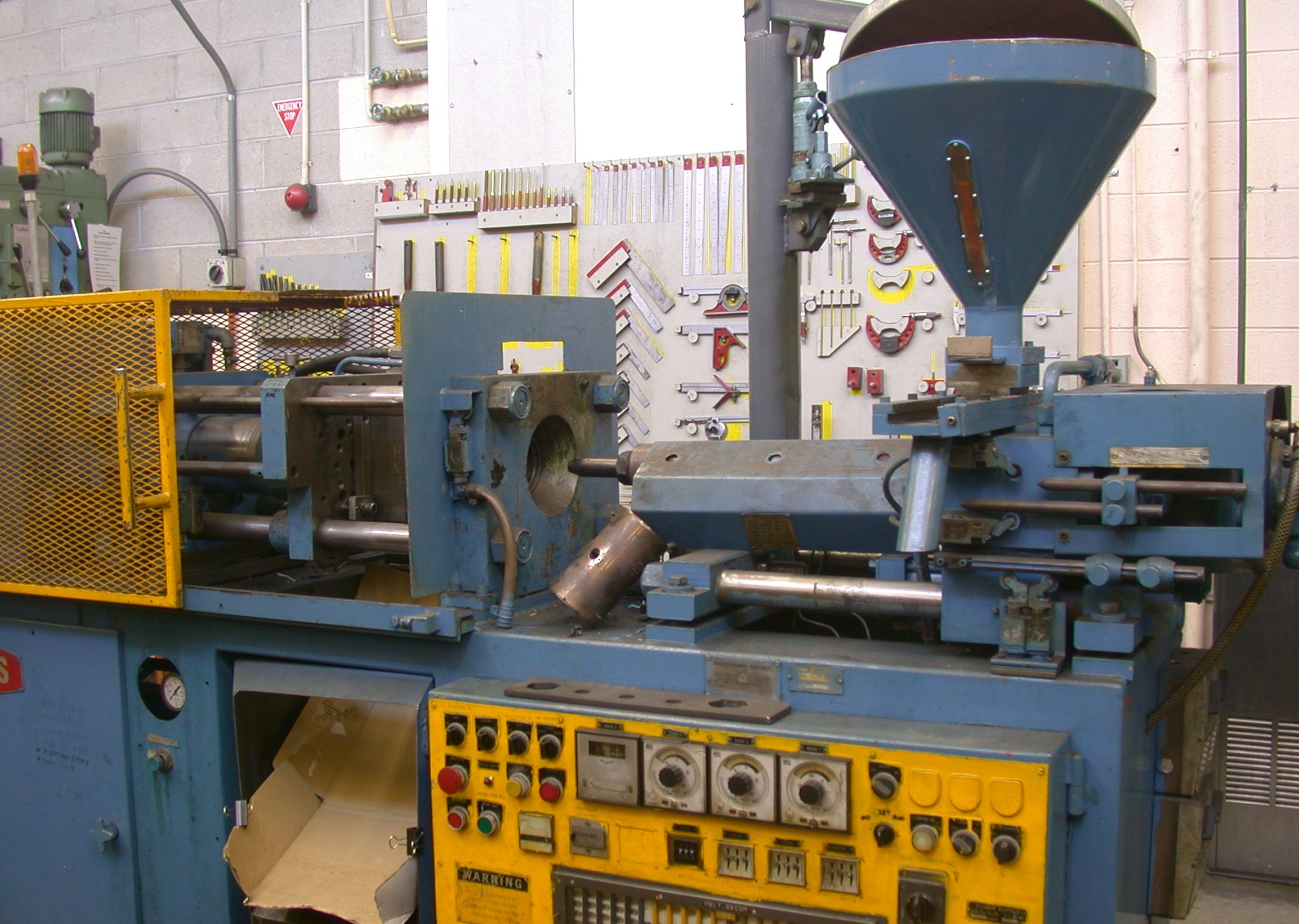
Термопластавтомат для лиття термопластичних матеріалів під тиском

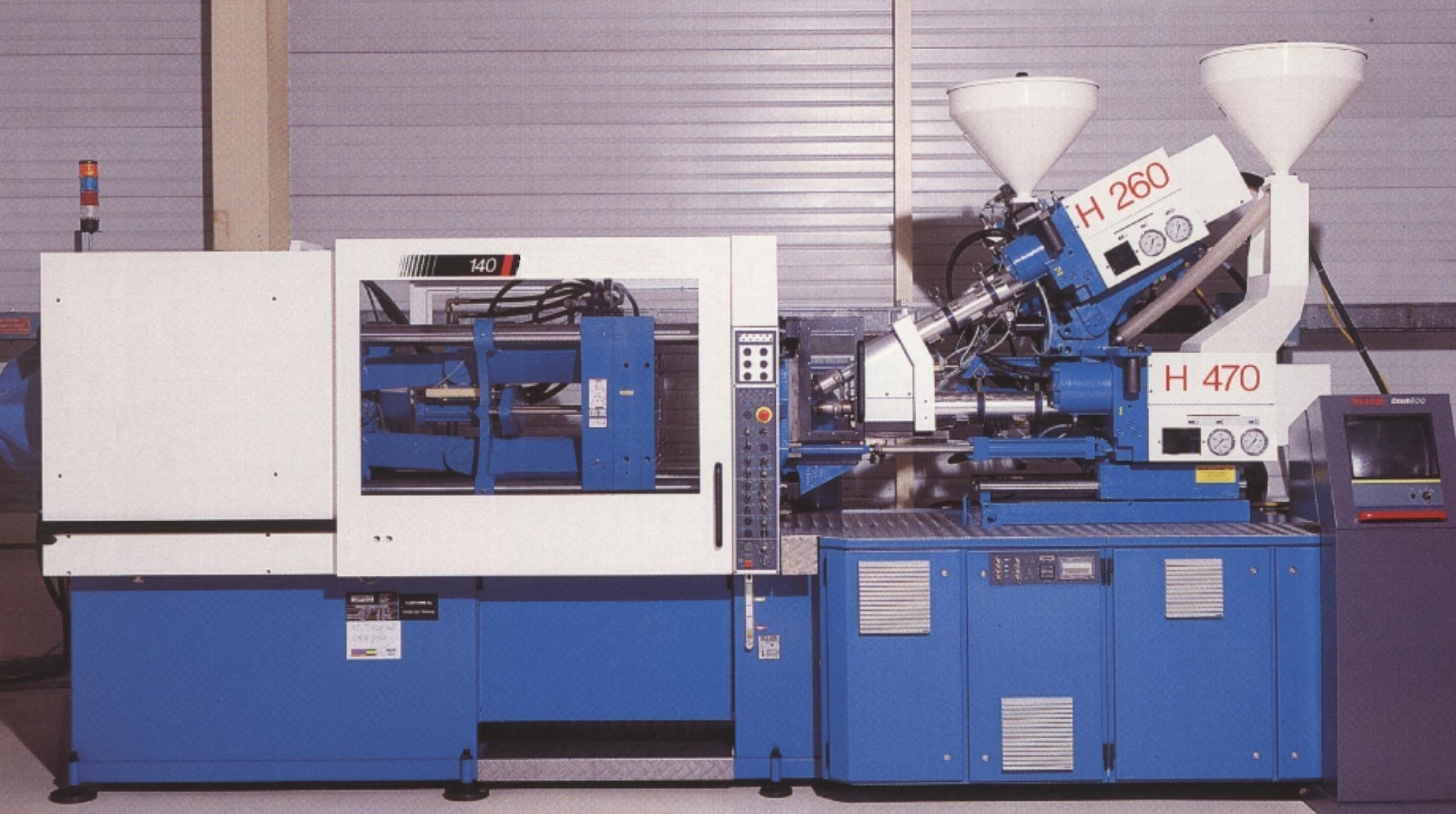
Двошнековий термопластавтомат із кутовим компонуванням шнека

Основні етап циклу лиття пластмас під тиском (зверзу-донизу): подавання матеріалу, пластикація, впорскування розплаву у прес-форму.
1 — шнек;
2 — бункер;
3 — гранульований матеріал;
4 — циліндр ливарної машини;
5 — система нагрівання;
6 — формувальна порожнина прес-форми

### Класифікація машин для лиття полімерних матеріалів
Ливарні машини належать до найпоширеніших видів обладнання для переробки пластмас. Тому, для виготовлення великої номенклатури литих виробів випускається широкий спектр машин різної конструкції та призначення.
За видом полімера, що підлягає переробці машини поділяються на:
- термопластавтомати — інжекційно-ливарні машини для переробки термопластичних матеріалів,
- реактопластавтомати — ливарні машини для переробки термореактивних матеріалів,
- машини для лиття виробів з гумових сумішей.

За призначенням ливарні машини поділяють на універсальні, спеціальні, лабораторні і машини для мікролиття.
Універсальні ливарні машини використовуються для виробництва широкого асортименту виробів, їх конструкція передбачає зручність і швидкість заміни ливарних форм, а система управління дозволяє міняти в широких межах технологічні параметри лиття. Основні компоненти універсальної ливарної машини — вузол пластикації і впорскування, вузол змикання форм, компоненти урухомлення, включаючи систему керування
Спеціальні ливарні машини створюються для виробництва вузької номенклатури близьких за конструкцією виробів і, зазвичай, містять додаткові вузли, не властиві універсальним машинам. Досить часто ці машини призначаються для виробництва лише одного виду виробу. У ряді випадків спеціальні машини є складовою частиною складних автоматизованих технологічних ліній. Іноді вони використовуються для здійснення «нестандартних» технологій лиття під тиском.
Лабораторні ливарні машини зазвичай невеликі за своїми розмірами, призначені, як правило, для відпрацювання технології лиття виробів з нових марок полімерних матеріалів, їх система керування дозволяє міняти в широких межах технологічні параметри лиття. Вони пристосовані для швидкої заміни формувального інструмента і, в порівнянні з виробничими машинами, оснащені додатковими давачами, що дозволяють відстежувати всі етапи технологічного процесу лиття.
Інші технологічні та конструкційні особливості дозволяють класифікувати ливарні машини за наступними ознаками
- в залежності від максимального об'єму впорскування матеріалу за один цикл та зусилля замикання прес-форми (від 40 до 5150 см³ та від 320 кН до 10000 кН, відповідно);
- за конструктивним оформленням (одно- і двоциліндрові);
- за числом шнеків в одному циліндрі (одно- і двошнекові);
- за конструктивно-технологічним виконанням (машини без попередньої пластикації і з попередньою пластикацією)
- за числом кольорів одного полімеру чи числом різних полімерів, у конструкції виробу, що відливається, машини поділяються на однокомпонентні, двокомпонентні та багатокомпонентні. Відомі машини для лиття виробів з восьми компонентів.

### Компонувальні вирішення
За компонувальними вирішеннями конструкцій та орієнтацією у просторі шнекових агрегатів ливарні машини поділяють на горизонтальні, кутові з горизонтальним компонуванням, кутові з вертикальним компонуванням і вертикальні. Компонування машин визначається багатьма факторами: вимогами технології, конструкцією виробів, що відливаються, ступенем автоматизації та роботизації процесу, міркуваннями економії виробничих площ тощо.
Переваги вертикальних ливарних машин:
- потребують меншої виробничої площі;
- легко вмонтовуються в технологічний ланцюг з іншим обладнанням;
- зручні при литті у напівстаціонарні форми, горизонтальна площині розняття яких суттєво полегшує встановлення знімних формувальних деталей (нарізевих знаків і кілець, різноманітних вставок, арматури тощо).

Основним недоліком вертикальних ливарних машин є їх обмеження за потужністю, із зростанням якої зростає висота машин, що ускладнює їх обслуговування і вимагає значної висоти виробничих приміщень. Можуть працювати у ручному або напівавтоматичному режимі. Автоматичний режим трапляється відносно рідко, оскільки при цьому виникає потреба у складних робототехнічних пристроях для видалення готових виробів.
Кутове компонування використовується деякими фірмами-виробниками при створенні машин для лиття великогабаритних чи складно армованих виробів, оскільки вони відрізняються зручністю в обслуговуванні, особливо при литті великих виробів з утрудненим вилученням з форми. Поширення набуло створення на базі кутових машин устаткування для багатоколірного чи багатокомпонентного лиття.

### Функції шнека у ливарних машинах
Найкомпактнішими, технологічними і з можливістю регулювання основних параметрів лиття в широких інтервалах є одноциліндрові конструкції шнекового типу. У таких конструкціях при пластикації шнек обертається, а при інжекції робить поступальний рух. Одноциліндрову конструкцію одношнекового типу застосовують для лиття широкого кола виробів, у тому числі для виготовлення товстостінних виробів. Двоциліндрові конструкції одношнекового типу дозволяють отримувати двоколірні товстостінні вироби. Одноциліндрові конструкції двошнекового типу використовують для переробки порошкоподібних полімерів.
У машинах без попередньої пластикації шнек поряд із забезпеченням пластикації розплаву виконує роль поршня при уприскуванні розплаву в форму; при цьому час пластикації поєднується частково з часом уприскування.
У машинах з попередньою пластикацією полімер пластикується в пластікаційному циліндрі, після чого впорскується у форму при переміщенні поршня (шнека) в інжекційному циліндрі, тобто стадії пластикації і уприскування розділені.
Найважливішим компонентом вузла пластикації є шнек. Шнек відповідає за транспортування, розігрівання, змішування і впорскування полімерного матеріалу у форму, а у деяких випадках і за видалення газів з циліндра шнека. Зазвичай використовуються тризонні шнеки з відношенням довжини шнека до діаметра (L/D) приблизно 20:1±10%. При використанні коротких шнеків якість розплаву погіршується. Довші шнеки із відношенням L/D > 24:1 можуть спричиняти деструкцію полімерних матеріалів внаслідок збільшення тривалості перебування їх у зоні нагріву.